# Kriva Palanka
Kriva Palanka (makedonska: Крива Паланка [ˌkriːva ˈpalanka] lyssna (fil)) är en stad i kommunen Kriva Palanka i nordöstra Nordmakedonien. Staden ligger vid floden Kriva, mellan Skopje och Sofia i Bulgarien. Kriva Palanka hade 13 481 invånare vid folkräkningen år 2021.
Av invånarna i Kriva Palanka är 95,43 % makedonier, 3,44 % romer och 0,47 % serber (2021).